# Louis Robitaille (hockey sur glace)
Pour les articles homonymes, voir Louis Robitaille et Robitaille.
Louis Robitaille (né le 16 mars 1982 à Montréal, Québec, au Canada) est un joueur professionnel et entraîneur canadien de hockey sur glace,.

## Carrière de joueur
À la suite de son stage junior avec le Rocket de Montréal de la Ligue de hockey junior majeur du Québec, il rejoignit les Mallards de Quad City de la United Hockey League et les Pirates de Portland de la Ligue américaine de hockey.
Son style robuste lui permit de décrocher un contrat de la Ligue nationale de hockey avec les Capitals de Washington.
Il faudra attendre la saison 2005-2006 avant de le voir évoluer quelques parties avec les Caps. Cette même saison, il fut un membre actif de la conquête de la Coupe Calder par les Bears de Hershey.
Il commence la saison 2008-2009 en Italie, avec le SG Cortina du Championnat d'Italie de hockey sur glace, puis il termine la saison avec les Chiefs de Saint-Hyacinthe de la Ligue nord-américaine de hockey.
Il retourne ensuite deux saisons dans la Ligue américaine de hockey, alors qu'il porte les couleurs des Devils de Lowell et des Devils d'Albany.
Le 7 juin 2011, il est nommé entraîneur chef des Braves de Valleyfield de la Ligue de hockey junior AAA du Québec.
Le 27 octobre, il fait un retour au jeu à titre de joueur, alors qu'il signe un contrat de réserviste avec les Marquis de Saguenay de la LNAH.
Le 17 décembre, il accepte un poste d'entraîneur-adjoint avec les Voltigeurs de Drummondville de la Ligue de hockey junior majeur du Québec.
Le 19 novembre 2015, il joint les rangs des Foreurs de Val-d'Or à titre d'entraîneur-adjoint après avoir été limogé par la direction des Voltigeurs quatre jours auparavant avec l'entraîneur-chef Martin Raymond.

## Statistiques
| Saison     | Équipe                    | Ligue      |    | Saison régulière | Saison régulière | Saison régulière | Saison régulière | Saison régulière |   | Séries éliminatoires | Séries éliminatoires | Séries éliminatoires | Séries éliminatoires | Séries éliminatoires |
| Saison     | Équipe                    | Ligue      | PJ | B                | A                | Pts              | Pun              | PJ               | B | A                    | Pts                  | Pun                  |                      |                      |
| 1999-2000  | Rocket de Montréal        | LHJMQ      | 71 | 3                | 21               | 24               | 266              | 5                | 1 | 1                    | 2                    | 18                   |                      |                      |
| 2000-2001  | Rocket de Montréal        | LHJMQ      | 69 | 2                | 10               | 12               | 269              | -                | - | -                    | -                    | -                    |                      |                      |
| 2001-2002  | Rocket de Montréal        | LHJMQ      | 71 | 3                | 28               | 31               | 294              | 7                | 3 | 0                    | 3                    | 41                   |                      |                      |
| 2002-2003  | Rocket de Montréal        | LHJMQ      | 60 | 7                | 23               | 30               | 191              | 7                | 0 | 10                   | 10                   | 12                   |                      |                      |
| 2003-2004  | Mallards de Quad City     | UHL        | 2  | 0                | 1                | 1                | 10               | -                | - | -                    | -                    | -                    |                      |                      |
| 2003-2004  | Pirates de Portland       | LAH        | 58 | 1                | 5                | 6                | 103              | 5                | 1 | 0                    | 1                    | 17                   |                      |                      |
| 2004-2005  | Pirates de Portland       | LAH        | 59 | 2                | 3                | 5                | 186              | -                | - | -                    | -                    | -                    |                      |                      |
| 2005-2006  | Bears de Hershey          | LAH        | 65 | 7                | 12               | 19               | 334              | 21               | 0 | 2                    | 2                    | 64                   |                      |                      |
| 2005-2006  | Capitals de Washington    | LNH        | 2  | 0                | 0                | 0                | 5                | -                | - | -                    | -                    | -                    |                      |                      |
| 2006-2007  | Bears de Hershey          | LAH        | 67 | 6                | 8                | 14               | 254              | 13               | 0 | 1                    | 1                    | 30                   |                      |                      |
| 2007-2008  | Bears de Hershey          | LAH        | 68 | 4                | 8                | 12               | 350              | 5                | 0 | 0                    | 0                    | 30                   |                      |                      |
| 2008-2009  | SG Cortina                | Série A    | 16 | 0                | 12               | 12               | 103              | -                | - | -                    | -                    | -                    |                      |                      |
| 2008-2009  | Chiefs de Saint-Hyacinthe | LNAH       | 19 | 0                | 8                | 8                | 137              | 1                | 0 | 0                    | 0                    | 0                    |                      |                      |
| 2009-2010  | Devils de Lowell          | LAH        | 73 | 2                | 11               | 13               | 286              | 5                | 0 | 0                    | 0                    | 22                   |                      |                      |
| 2010-2011  | Devils d'Albany           | LAH        | 50 | 2                | 6                | 8                | 246              | -                | - | -                    | -                    | -                    |                      |                      |
| 2011-2012  | Marquis de Saguenay       | LNAH       | 2  | 1                | 0                | 1                | 6                | -                | - | -                    | -                    | -                    |                      |                      |
| Totaux LNH | Totaux LNH                | Totaux LNH | 2  | 0                | 0                | 0                | 5                | -                | - | -                    | -                    | -                    |                      |                      |

## Trophée
- Ligue américaine de hockey
  - 2005-2006 : remporte la Coupe Calder avec les Bears de Hershey

## Transactions
- 24 août 2004 : signe un contrat comme agent libre avec les Capitals de Washington.